# Calhoun County (Texas)
Das Calhoun County ist ein County im Bundesstaat Texas der Vereinigten Staaten. Das U.S. Census Bureau hat bei der Volkszählung 2020 eine Einwohnerzahl von 20.106 ermittelt. Der Sitz der County-Verwaltung (County Seat) befindet sich in Port Lavaca.

## Geographie
Das County liegt südwestlich des geographischen Zentrums von Texas und grenzt an den Golf von Mexiko. Es hat eine Fläche von 2673 Quadratkilometern, wovon 1346 Quadratkilometer Wasserfläche sind. Es grenzt im Uhrzeigersinn an die Countys Jackson County, Aransas County, Refugio County und Victoria County.

## Geschichte
Calhoun County wurde 1846 aus Teilen des Jackson County, Matagorda County und Victoria County gebildet. Benannt wurde es nach John C. Calhoun, dem 7. Vize-Präsidenten der Vereinigten Staaten.
Ein Bauwerk des Countys ist im National Register of Historic Places (NRHP) eingetragen (Stand 16. Oktober 2018), das Matagorda Island Lighthouse.

## Demografische Daten

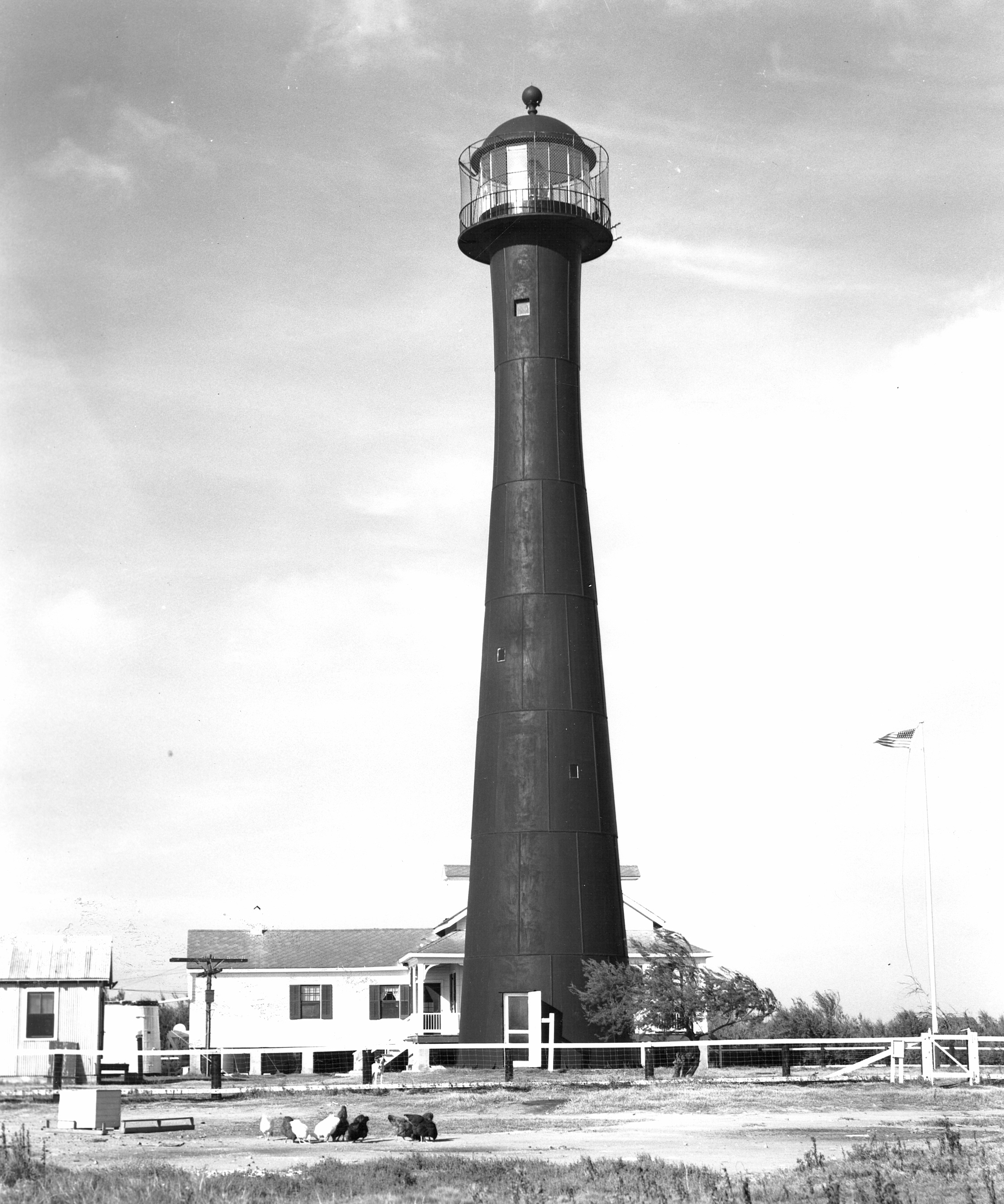
Matagorda Island Lighthouse, gelistet im NRHP mit der Nr. 84001624

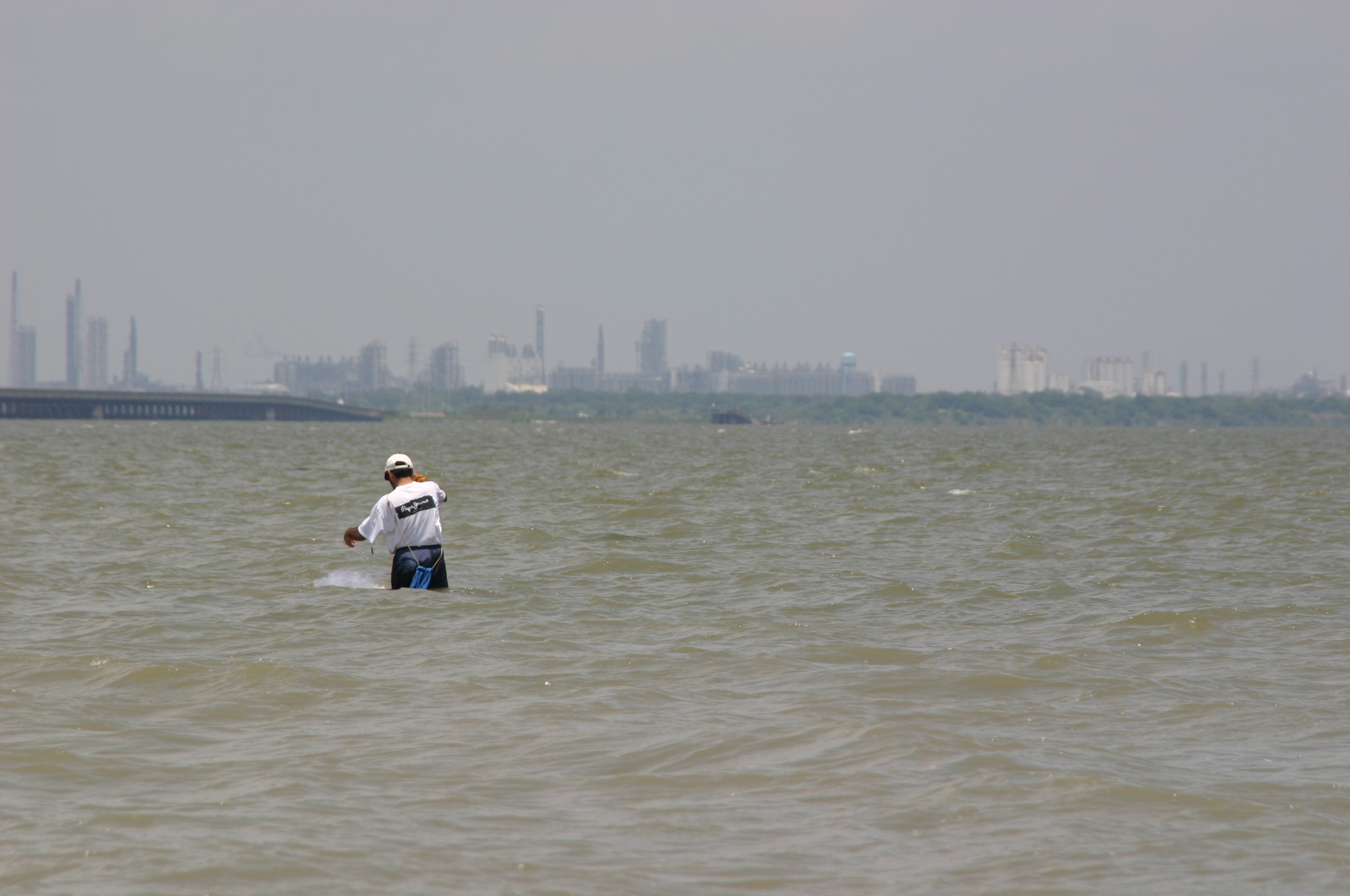
Die Port Lavaca Bay

Nach der Volkszählung im Jahr 2000 lebten im Calhoun County 20.647 Menschen in 7.442 Haushalten und 5.574 Familien. Die Bevölkerungsdichte betrug 16 Einwohner pro Quadratkilometer. Ethnisch betrachtet setzte sich die Bevölkerung zusammen aus 78,04 Prozent Weißen, 2,63 Prozent Afroamerikanern, 0,49 Prozent amerikanischen Ureinwohnern, 3,27 Prozent Asiaten, 0,07 Prozent Bewohnern aus dem pazifischen Inselraum und 13,19 Prozent aus anderen ethnischen Gruppen; 2,32 Prozent stammten von zwei oder mehr Ethnien ab. 40,92 Prozent der Einwohner waren spanischer oder lateinamerikanischer Abstammung.
Von den 7.442 Haushalten hatten 35,4 Prozent Kinder oder Jugendliche, die mit ihnen zusammen lebten. 59,2 Prozent waren verheiratete, zusammenlebende Paare 11,0 Prozent waren allein erziehende Mütter und 25,1 Prozent waren keine Familien. 21,3 Prozent waren Singlehaushalte und in 8,9 Prozent lebten Menschen im Alter von 65 Jahren oder darüber. Die durchschnittliche Haushaltsgröße betrug 2,75 und die durchschnittliche Familiengröße betrug 3,20 Personen.
28,5 Prozent der Bevölkerung war unter 18 Jahre alt, 8,7 Prozent zwischen 18 und 24, 27,3 Prozent zwischen 25 und 44, 22,3 Prozent zwischen 45 und 64 und 13,3 Prozent waren 65 Jahre alt oder älter. Das Medianalter betrug 35 Jahre. Auf 100 weibliche Personen kamen 100,9 männliche Personen und auf 100 Frauen im Alter von 18 Jahren oder darüber kamen 99,7 Männer.
Das jährliche Durchschnittseinkommen eines Haushalts betrug 35.849 USD, das Durchschnittseinkommen einer Familie betrug 39.900 USD. Männer hatten ein Durchschnittseinkommen von 35.957 USD, Frauen 19.772 USD. Das Prokopfeinkommen betrug 17.125 USD. 12,7 Prozent der Familien und 16,4 Prozent der Einwohner lebten unterhalb der Armutsgrenze.

## Städte und Gemeinden
- Clarks
- Green Lake
- Indianola
- Kamey
- Long Mott
- Magnolia Beach
- Olivia
- Point Comfort
- Port Alto
- Port Lavaca
- Port O' Connor
- Seadrift
- Weedhaven